# Nevin Galmarini
Nevin Galmarini, né le 4 décembre 1986 à Saint-Gall, est un snowboardeur suisse spécialisé dans les épreuves de slalom parallèle et de slalom géant parallèle. Il débute en Coupe du monde fin 2006 et obtient son premier podium à Arosa en 2011 après avoir participé aux Jeux olympiques d'hiver de 2010. Il est médaillé d'argent lors du slalom géant parallèle des Jeux olympiques d'hiver de 2014 et champion olympique aux Jeux olympiques de 2018.

## Palmarès

### Jeux olympiques d'hiver
| Épreuve / Édition   | Slalom parallèle | Géant parallèle |
| ------------------- | ---------------- | --------------- |
| JO 2010 Vancouver   | -                | 17e             |
| JO 2014 Sotchi      | 7e               | Argent          |
| JO 2018 Pyeongchang | -                | Or              |

### Championnats du monde
| Épreuve / Édition           | Slalom parallèle | Géant parallèle |
| --------------------------- | ---------------- | --------------- |
| Mondiaux 2009 Gangwon       | 24e              | 32e             |
| Mondiaux 2011 La Molina     | 22e              | 9e              |
| Mondiaux 2013 Stoneham      | 8e               | 14e             |
| Mondiaux 2015 Lachtal       | DSQ              | 15e             |
| Mondiaux 2017 Sierra Nevada | 4e               | Bronze          |

### Coupe du monde
- 1 gros globe de cristal :
  - Vainqueur du classement parallèle en 2018.
- 1 petit globe de cristal :
  - Vainqueur du classement slalom géant parallèle en 2018.
- 12 podiums dont 3 victoires.

|      | Géant parallèle  |
| ---- | ---------------- |
| 2017 | Rogla            |
| 2018 | Lackenhof Bansko |